# Affaires personnelles
Pour les articles homonymes, voir Personals.
Pour plus de détails, voir Fiche technique et Distribution.
Affaires personnelles (Personals) est un téléfilm américain réalisé par Steven Hilliard Stern en 1990.

## Résumé
Evan est un journaliste qui cherche à percer et réalise pour cela un reportage sur les femmes qui répondent aux petites annonces. Son article sur la solitude ne suffit pas à son rédacteur en chef, qui le renvoie au travail, mais il risque d'y rencontrer des détraquées, et pourquoi pas cette bibliothécaire qui se déguise en blonde de nuit pour assassiner ses amants d'un soir ?

## Fiche technique
Sauf indication contraire, les informations mentionnées dans cette section peuvent être confirmées par la base de données cinématographiques IMDb,  présente dans la section « Liens externes ».
- Titre original : Personals
- Titre français : Affaires personnelles ou La Tueuse - Aucun homme ne lui résiste
- Scénario : Brad Whiting Jr., Arlene Sanford, George Franklin
- Production : John Danylkiw, Steven Hilliard Stern pour Wilshire Court Productions
- Musique : Ken Thorne
- Photographie : Frank Tidy
- Pays :  États-Unis
- Langue : anglais
- Couleur
- Classification : Islande : 12
- Date de sortie : 
  - États-Unis : 28 février 1990

## Distribution
- Stephanie Zimbalist : Sarah Martin
- Robin Thomas : Evan Martin
- Gina Gallego : Theresa Casona
- Rosemary Dunsmore : Susan Merchant
- Jennifer O'Neill : Heather Moore
- Dave Nichols : Michael
- Patricia Collins : Dr. Kenderson
- Joseph Griffin : Julio Casona
- Ben Gordon : Rothman
- Caroline Yeager : Pamela
- Fran Gebhard : Melody
- Barry Stevens : Randy Yates
- Djanet Sears : Maria